# اوکونی (استان بلگورود)
اوکونی (انگلیسی: Okuni, Belgorod Oblast) یک شهرک در بخش چرمنیانسکی استان بلگورود کشور روسیه است.